# Курака
Курака — політичний і адміністративний голова андської громади айлью (ayllu) при Інках. Після іспанської конкісти стали відомі як Кацики.

## Значення
Курака — слово з кечуацької мови, означає перший або старший за всіх у групі. Спочатку це мав бути старий і найбільш мудрий чоловік, oj правив патріархальними методами, але поскільки його влада переходила у спадок до його синів, то, вочевидь, що вік не був основним критерієм полученням такої влади.

## Функції
Інки, у свою чергу, призначали курак, щоб замінити тих, хто чинив опір їх пануванню. Серед функцій кураки були такі:
- Розподіл ділянок сільськогосподарської землі.
- Захист будинків або вак.
- Охорона кордонів громади.
- Організація мінки  (кечуа: minka), тобто спільних громадських робіт.
- Роботи з утримання іригаційної мережі (чищення та ремонт зрошувальних каналів).

Завдяки своїй владі, вони мали право володіти землею і худобою як приватною власністю. Вони встановлювали роботу для мітімаєв (mitayos), чию службу використовували для власної вигоди. Курака, також, міг стягувати податки з населення, але не привласнював собі товари натурою. Також він жив у просторому будинку з прислугою. Він мав кілька дружин, що походять з його власного айлью (ayllu) або з сусідніх селищ, а іноді навіть, як особлива милість від самого Сапа Інки.
Верховним символом його влади була Тіана (tiana) або дуо (dúho), сидіння з дерева, каменю або металу, близько 20 см заввишки.

## Відсторонення від влади
Як пише Педро де Леон: «А якщо хто-небудь вчинив злочин, або був звинувачений таким чином, що заслуговував відсторонення від наявної у нього влади, інки передавали і передоручали сан Касіка [і територію, підвладну Касік] його дітям або братам, і наказували бути покірними».